# Caledanapis
Caledanapis es un género de arañas araneomorfas de la familia Anapidae. Se encuentra en Nueva Caledonia.

## Especies
Según The World Spider Catalog 12.0:
- Caledanapis dzumac Platnick & Forster, 1989
- Caledanapis insolita (Berland, 1924)
- Caledanapis peckorum Platnick & Forster, 1989
- Caledanapis pilupilu (Brignoli, 1981)
- Caledanapis sera Platnick & Forster, 1989
- Caledanapis tillierorum Platnick & Forster, 1989